# Górki Wielkie

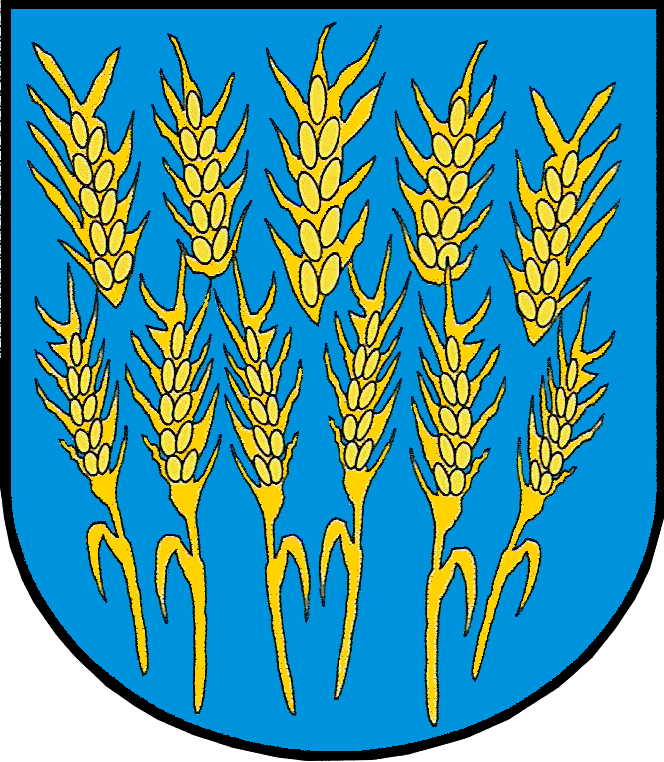
Nieoficjalny herb wsi Górki Wielkie

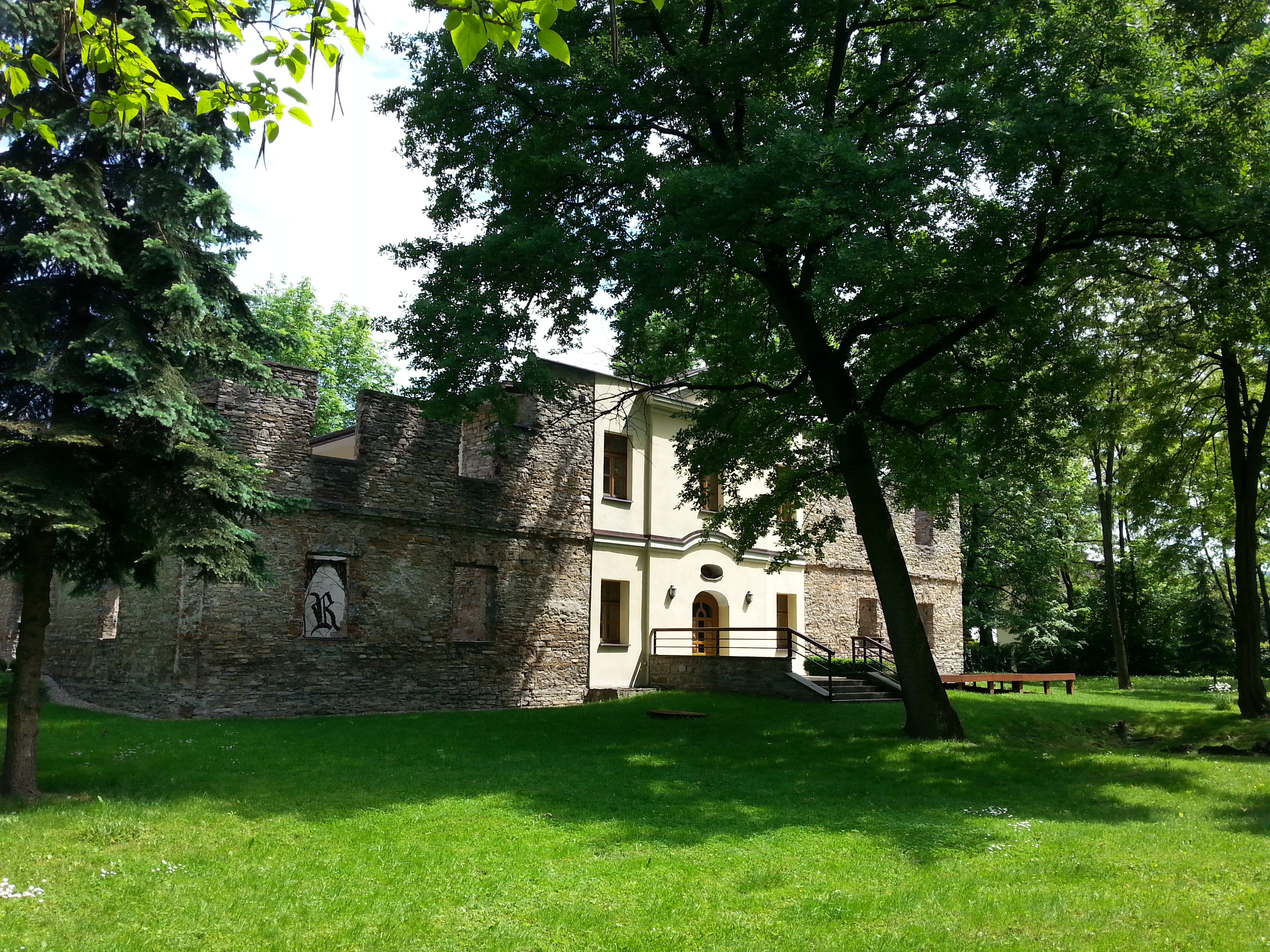
Ruiny dworu Kossaków w Górkach Wielkich

Górki Wielkie (niem. Groß Gurek, cz. Velké Hůrky) – wieś sołecka na Śląsku Cieszyńskim, położona w województwie śląskim, w powiecie cieszyńskim, w gminie Brenna. W latach 1954–1972 wieś należała i była siedzibą władz gromady Górki Wielkie. W latach 1975–1998 miejscowość położona była w województwie bielskim.
Wieś położona u wylotu doliny Brennicy. Powierzchnia sołectwa wynosi 1467 ha, a liczba ludności 3950, co daje gęstość zaludnienia równą 269,3 os./km².

## Integralne części wsi
| części wsi | Bucze, Centrum, Czarny Las, Harenda, Kąty, Kępa, Koło Brennicy, Kretowskie, Królówka, Nowy Świat, Parszywiny, Podgórka, Raj, Szpotawice, Witalusz, Wschodnica, Zalesie |

## Historia
Miejscowość została po raz pierwszy wzmiankowana w łacińskim dokumencie Liber fundationis episcopatus Vratislaviensis (pol. Księga uposażeń biskupstwa wrocławskiego) spisanej za czasów biskupa Henryka z Wierzbna w latach 1295–1305 jako Gorki(i) villa vlodari. Był to zapis nietypowy, a pozwala sądzić, że wieś ta była o wiele starsza. Wpisanie jej do rzeczonego dokumentu związane było zapewne z wyodrębnieniem z jej terytorium, będącego dotąd własnością książęcą, nowej wioski nadanej rycerzowi. Część wsi pozostałą w rękach książęcych przezwano później Górkami Małymi, a część rycerską Górkami Wielkimi. Tak więc książęce Górki (Małe) funkcjonowały już najpewniej w kasztelanii cieszyńskiej, a od 1290 w nowym Księstwie Cieszyńskim, a z niego wydzielona została część rycerska, która to została po raz pierwszy wzmiankowana w Liber fundationis...
Od 1417 Górkami Wielkimi władał szlachecki ród Pięćlatów. W 1447 roku Andrzej Pięćlat z Ogrodzonej sprzedaje Wielkie i Małe Górki Piotrowi Ramszy. W roku 1521 wymienia się szlacheckie Górki Wielkie. Wieś od wieków była własnością kolejnych rodzin szlacheckich: Góreckich z Kornic (1521–1697), Bludowskich z Błędowic (1697–1734), Marklowskich (1734–1802), książąt cieszyńskich.
Według austriackiego spisu ludności z 1900 w 124 budynkach w Górkach Wielkich na obszarze 1469 hektarów mieszkało 957 osób, co dawało gęstość zaludnienia równą 65,1 os./km², z tego 838 (87,6%) mieszkańców było katolikami, 114 (11,9%) ewangelikami, a 5 (0,5%) wyznawcami judaizmu, 951 (99,4%) było polsko-, 5 niemiecko-, a 1 czeskojęzycznymi. Do 1910 roku liczba mieszkańców wzrosła do 1034.
Po zakończeniu I wojny światowej tereny, na których leży miejscowość – Śląsk Cieszyński stały się punktem sporu pomiędzy Polską i Czechosłowacją. W 1918 roku na bazie Straży Obywatelskiej miejscowi Polacy utworzyli lokalny oddział Milicji Polskiej Śląska Cieszyńskiego, który podlegał organizacyjnie 15 kompanii w Ustroniu.
W 1922 dawny dwór Marklowskich zakupił i zamieszkał w nim wraz z rodziną Tadeusz Kossak ze słynnej rodziny artystów-malarzy. W dworze tym mieszkała i tworzyła jego córka, pisarka Zofia Kossak-Szczucka, 2. voto Szatkowska (która o Górkach i okolicy pisała m.in. w swojej bajce Kłopoty Kacperka góreckiego skrzata).

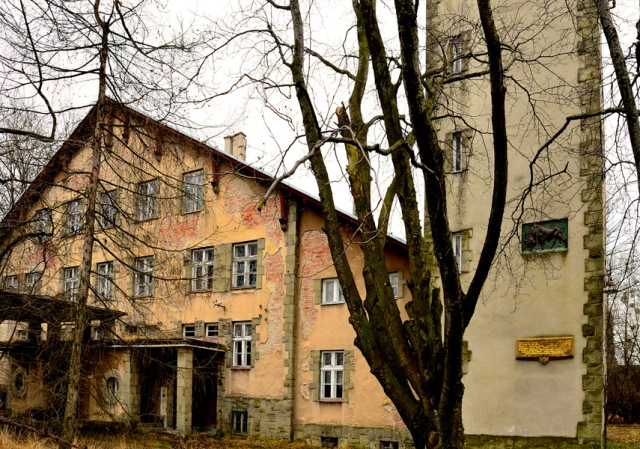
Stanica ZHP – Górki Wielkie

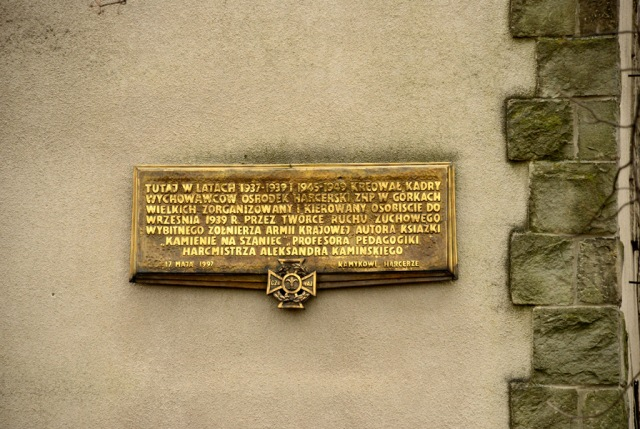
Tablica pamiątkowa Stanica ZHP Górki Wielkie

W 1931 na wzgórzu Bucze powstała Stanica ZHP, a następnie Centralna Szkoła Instruktorek ZHP. W samej wsi, niespełna 2 km dalej (Górki Sojka) działała Szkoła Pracy Społecznej ZHP. Do 1939 kierował nią twórca polskiego ruchu zuchowego, późniejszy żołnierz AK i pedagog Aleksander Kamiński (tablica pamiątkowa na budynku). W tym samym czasie organizował tu swoje młodzieżowe Uniwersytety Ludowe Józef Kret. W 1937 r., również na Buczu, rozpoczęła działalność druga w powiecie cieszyńskim Szkoła Gospodyń Wiejskich.
2 września, po kilkugodzinnym ostrzale artyleryjskim i karabinowym prowadzonym przez polskie wojsko ze stoków wzgórza Bucze, Górki Wielkie zajął po południu odwodowy 133. pułk piechoty niemieckiej 45. Dywizji Piechoty. Wraz z całym Śląskiem Cieszyńskim wieś została włączona do III Rzeszy.
Po II wojnie światowej oba obiekty harcerskie zajęto na cele lecznicze. Umieszczono w nich dziecięce sanatoria leczące choroby płuc i gruźlicę, które weszły później w skład Beskidzkiego Zespołu Leczniczo-Rehabilitacyjnego z siedzibą w Jaworzu. Sanatorium w Sojce zlikwidowano w 1999 r., natomiast Bucze od 2000 r. funkcjonuje jako samodzielny Dziecięcy Ośrodek Leczniczo-Rehabilitacyjny.
Dwór Kossaków spłonął w ostatnich dniach wojny. Ostatnie mieszkanie Zofii Kossak po jej powrocie z Anglii mieściło się (od 1958 r.) w stojącym obok dawnym domku ogrodnika. Po śmierci pisarki, z inicjatywy jej drugiego męża, Zygmunta Szatkowskiego, w 1970 r. zmieniono ów domek w poświęcone jej muzeum biograficzne, będące oddziałem Muzeum Śląska Cieszyńskiego w Cieszynie. Zgromadzono w nim liczne pamiątki po pisarce: meble, bibeloty, obrazy, zbiory biblioteczne oraz fotografie i korespondencję. W 1998 dzieci Zofii Kossak: Anna Bugnon i Witold Szatkowski oraz Gmina Brenna założyli Fundację im. Zofii Kossak, która od 2010 prowadzi Centrum Kultury i Sztuki „Dwór Kossaków” w Górkach Wielkich. Fundacja organizuje tu m.in. cykl imprez kulturalnych pod nazwą „Artystyczne Lato u Kossaków”, obejmujących plenery malarskie i rzeźbiarskie, spektakle teatralne, koncerty i in.
Grób pisarki znajduje się na miejscowym cmentarzu, a na kościele i domu katechetycznym umieszczono pamiątkowe tablice.
W Górkach Wielkich urodzili się Walenty Krząszcz (1886–1959) – nauczyciel wiejskich szkół, jeden z czołowych przedstawicieli cieszyńskiego pisarstwa regionalnego, oraz Franciszek Żertka – gawędziarz i pamiętnikarz.

## Zabytki
Według Narodowego Instytutu Dziedzictwa, w miejscowości znajdują się następujące obiekty zabytkowe:
- Kościół parafialny pw. Wszystkich Świętych (nr rej.: (R/431/54) 146/60 z 27.02.1960 oraz A-313/78 z 1978).

Zbudowany został przez góreckich mieszkańców w XV wieku. Przebudowany w 1662 oraz kilkakrotnie odnawiany, zatracił większość cech gotyckich. Murowana, jednonawowa budowla, z silnie wydłużonym, półkoliście zamkniętym prezbiterium, posiada wystrój i wyposażenie barokowo-klasycystyczne. W murowanej bramce ogrodzenia płyta nagrobna Henryka Góreckiego herbu Kornicz, zmarłego w 1682. Obok kościoła cmentarz, na którym m.in. groby Zofii Kossak i jej męża Zygmunta Szatkowskiego (zm. 1976), a także Walentego Krząszcza.
- zespół dworski z XVIII wieku (nr rej.: 972/68 z 30.12.1968 oraz A-369/78 z 17.10.1978).

Dwór w Górkach Wielkich powstał w 1734 roku, staraniem Hieronima Marklowskiego. W 1922 roku zakupiony przez Tadeusza Kossaka, spłonął w czasie II wojny światowej (w maju 1945). Z założenia dworskiego ocalał tzw. domek ogrodnika (obecnie Muzeum Zofii Kossak-Szatkowskiej), nieliczne zabudowania gospodarcze (dziś bardzo zniszczone) oraz wiodąca do nich aleja 200-letnich lip i dębów.
- zespół zabudowy dawnej Stanicy Harcerskiej, składający się z pawilonu I, II i III oraz otaczającego go parku, przy ul. Stary Dwór 24, w granicach działki nr 64/1, obręb 0003 Górki Wielkie (nr rej.: A/580/2019 z dn. 21.11.2019[18]).

## Fauna i flora
Na stokach wzgórza Bucze wiosną kwitnie cieszynianka wiosenna i storczyk blady. Spośród ptaków występują tu m.in.: pluszcz, zimorodek i dzięcioł duży. Strych kościoła Wszystkich Świętych zamieszkują chronione gatunki nietoperzy – nocek duży i podkowiec mały.

## Turystyka
Przez miejscowość przechodzą trasy rowerowe:
- Międzynarodowy Szlak Rowerowy Greenways Kraków – Morawy – Wiedeń
- niebieska trasa rowerowa nr 12 – Jaworze – Górki Wielkie – Ustroń (22 km)

### Ścieżka przyrodniczo-dydaktyczna „Góra Bucze”
W Górkach Wielkich znajduje się przyrodniczo-dydaktyczna ścieżka o nazwie „Góra Bucze” – składa się ona z 6 odcinków. Każdy z odcinków przedstawia charakterystycznie występujące tu rośliny i zwierzęta:
1. Odcinek I: Znad rzeki Brennicy na Górę Bucze – pluszcz, zimorodek, pliszka górska.
2. Odcinek II: Przez las grądowy – lipa drobnolistna, kopytnik pospolity, pierwiosnka wyniosła, marzanka wonna, listera jajowata, kruszczyk szerokolistny.
3. Odcinek III: Wśród osobliwości florystycznych – storczyk męski nakrapiany, podkolan biały, gnieźnik leśny, orlik pospolity, wawrzynek wilczełyko, przylaszczka pospolita.
4. Odcinek IV Przez las przekształcony – sikora czubatka, sikora sosnówka.
5. Odcinek V: Na pograniczu łąki i lasu – jesion wyniosły, czworolist pospolity, dzwonek rozpierzchły, mniszek lekarski, dzięcioł duży, gąsiorek.
6. Odcinek VI: Przez jar z cieszynianką wiosenną – cieszynianka wiosenna, jarzmianka większa, żankiel zwyczajny, żywiec gruczołowaty, śledziennica skrętolistna, zawilec gajowy.

### Szlaki zielony i czerwony „Górki Wielkie – Błatnia”
Trasa z Górek Wielkich na Błatnią liczy około 9 km. Wymaga pokonania 695 m podejść i 132 m zejść. Wejście zajmuje przeciętnie 3 godziny 30 minut, a powrót w dół około 2 godzin 20 minut. Szlak ma charakter nierówny – pojawiają się strome fragmenty, dłuższe odcinki płaskie oraz jedno wyraźne zejście z rejonu Zebrzydki.

## Religia
Na terenie wsi działalność duszpasterską prowadzą następujące kościoły:
- Kościół Rzymskokatolicki (parafie Świętego Jana Sarkandra franciszkanów[20] i Wszystkich Świętych)
- Kościół Ewangelicko-Augsburski (filiał parafii w Brennej-Górkach)

## Komunikacja
Przez Górki Wielkie kursują autobusy Wispol do Brennej, Cieszyna i Skoczowa.

## Sport i rekreacja
Na terenie Górek Wielkich dział, założony w 1949 roku Ludowy Klub Sportowy 'Spójnia' Górki Wielkie. Klub zakończył swoją działalność w 2020 roku.

## Galeria

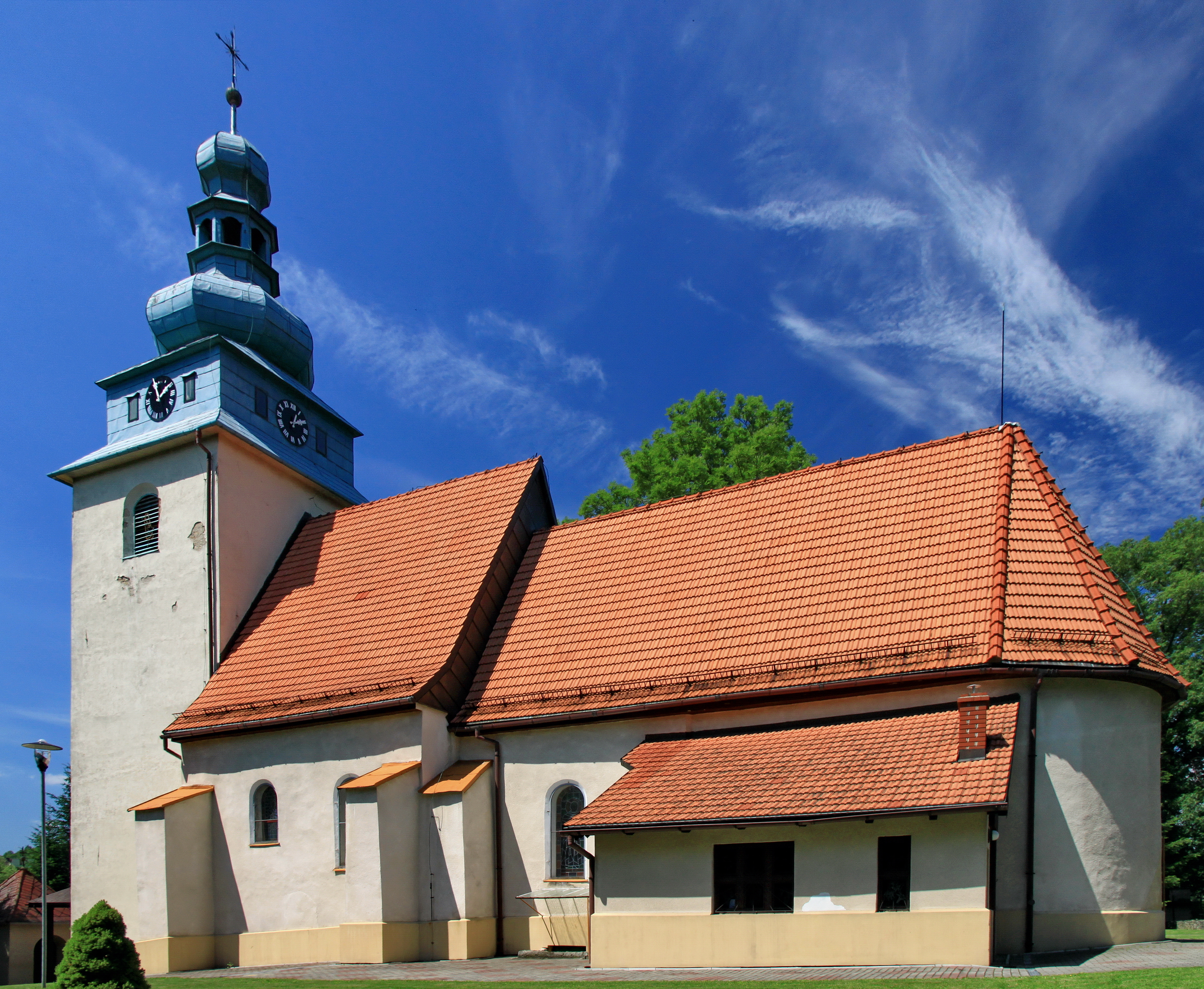
Kościół parafialny pw. Wszystkich Świętych
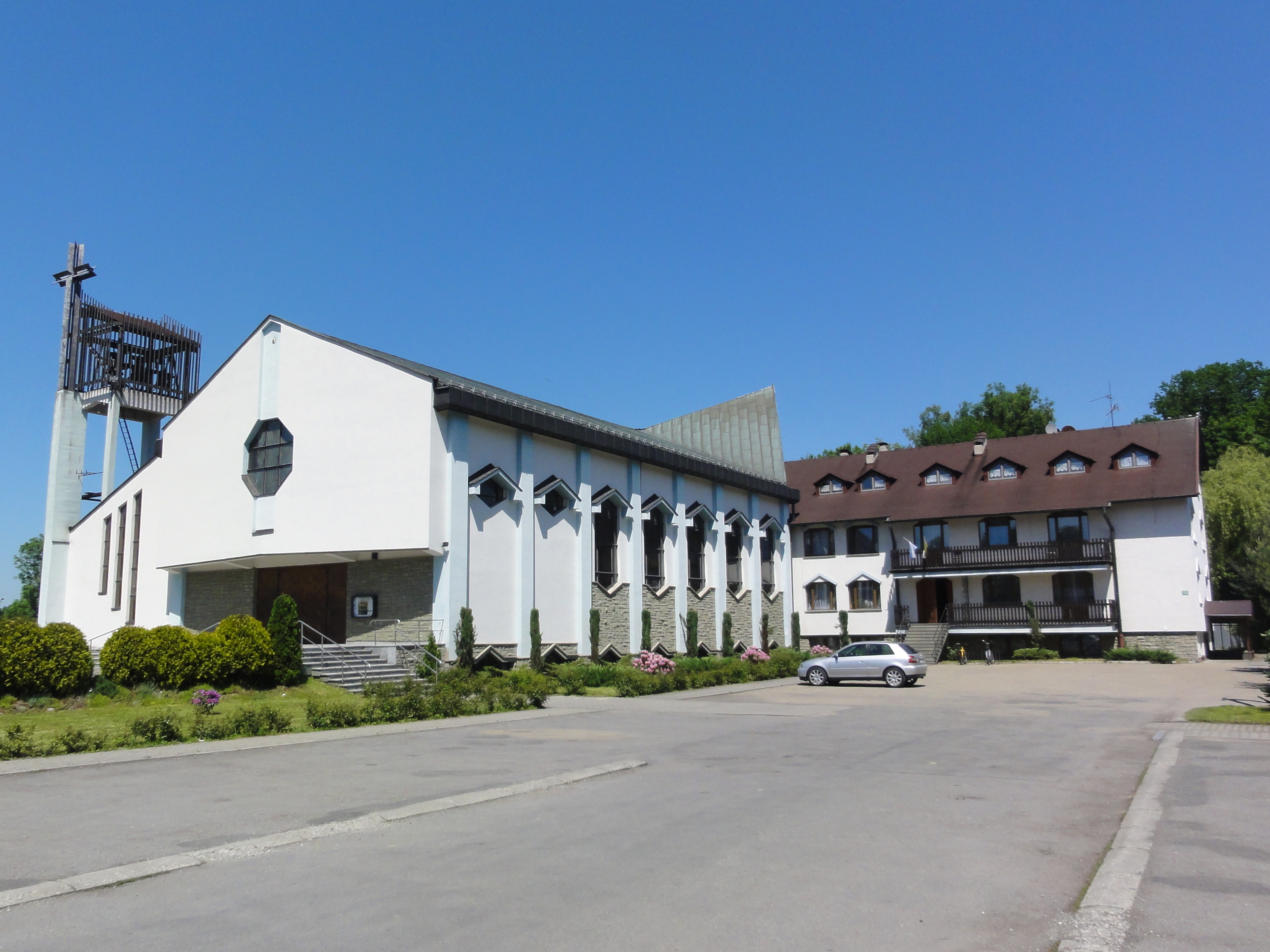
Kościół św. Jana Sarkandra
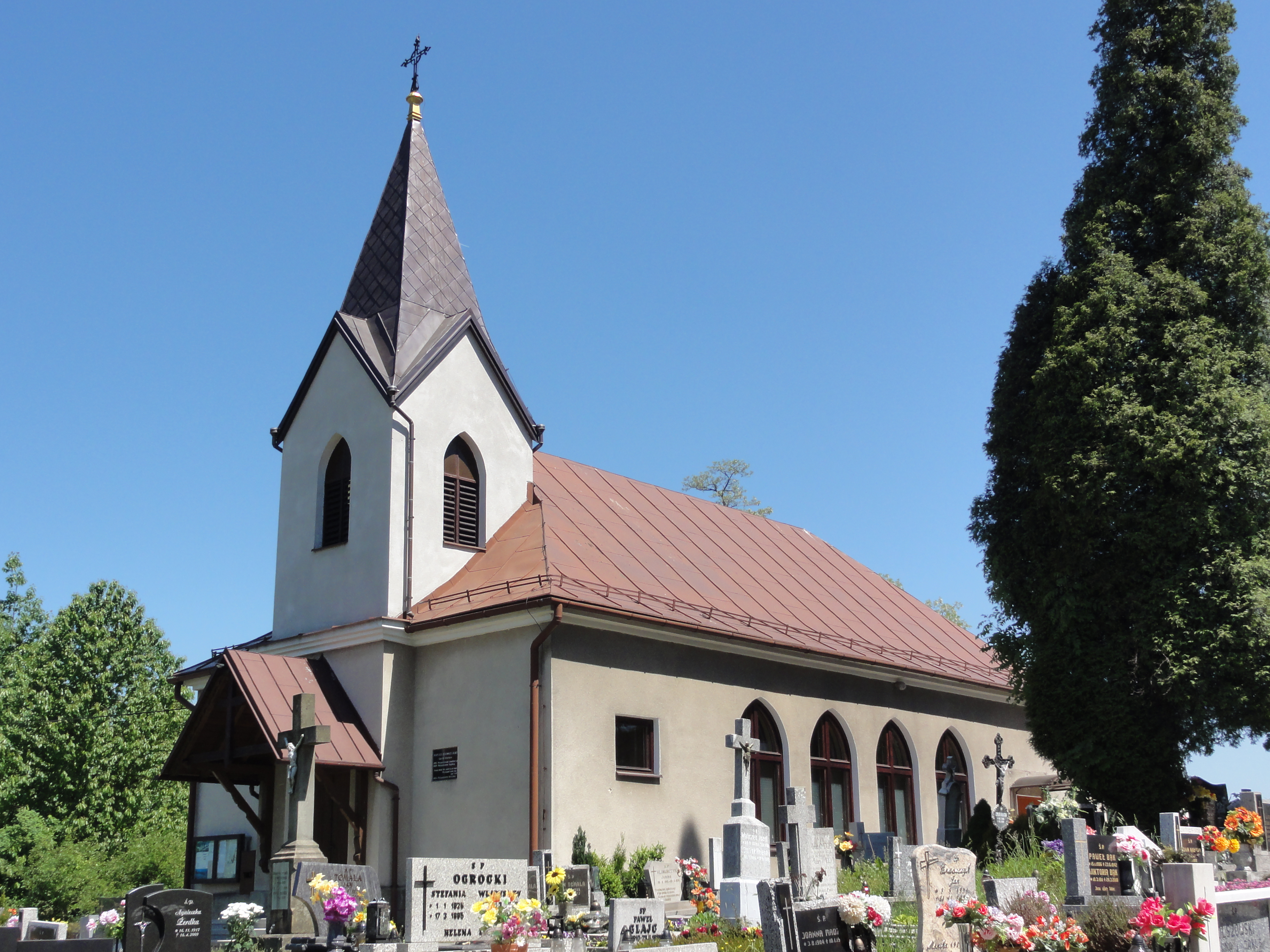
Kościół ewangelicki
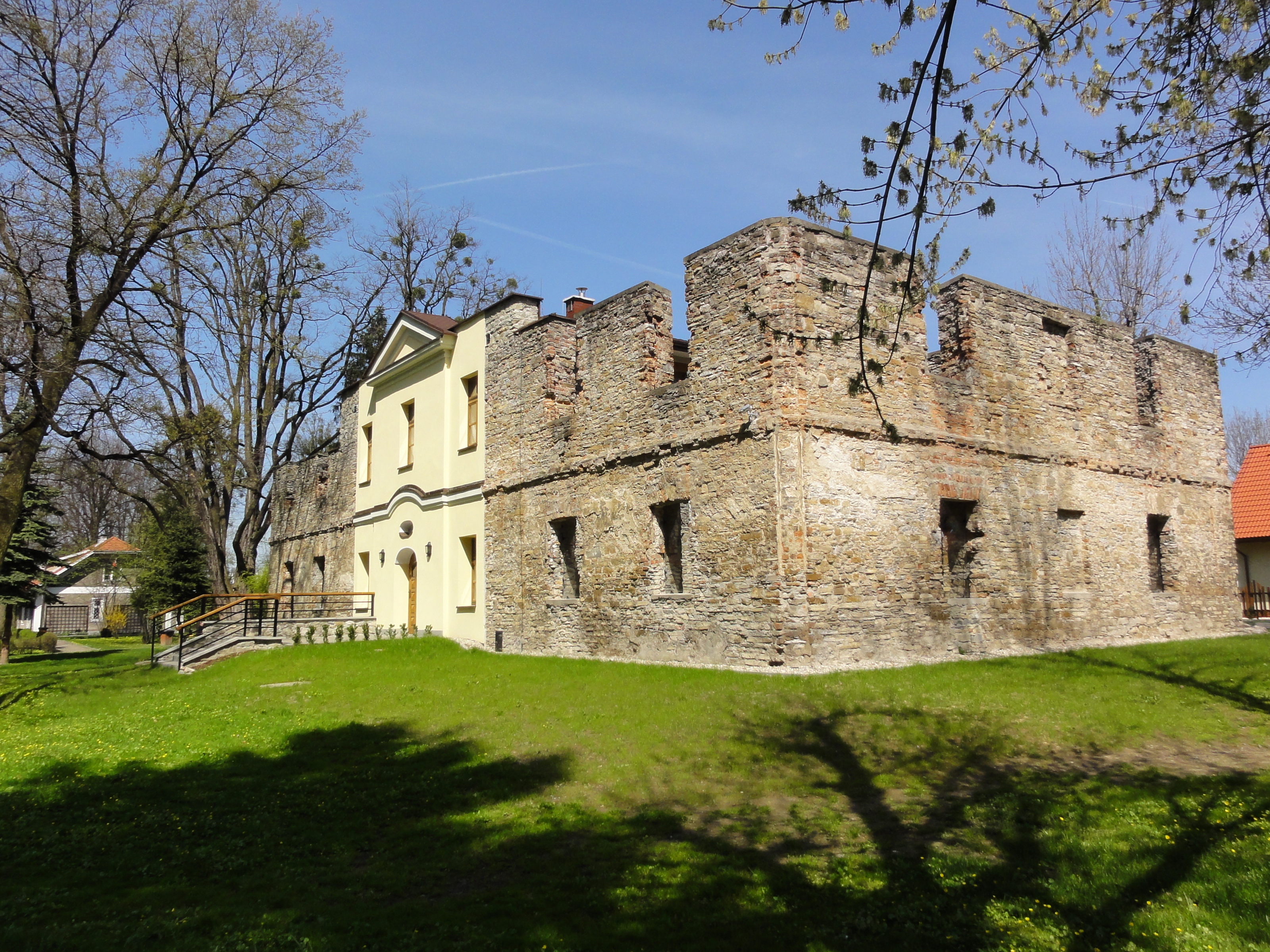
Dwór Kossaków i Muzeum Zofii Kossak
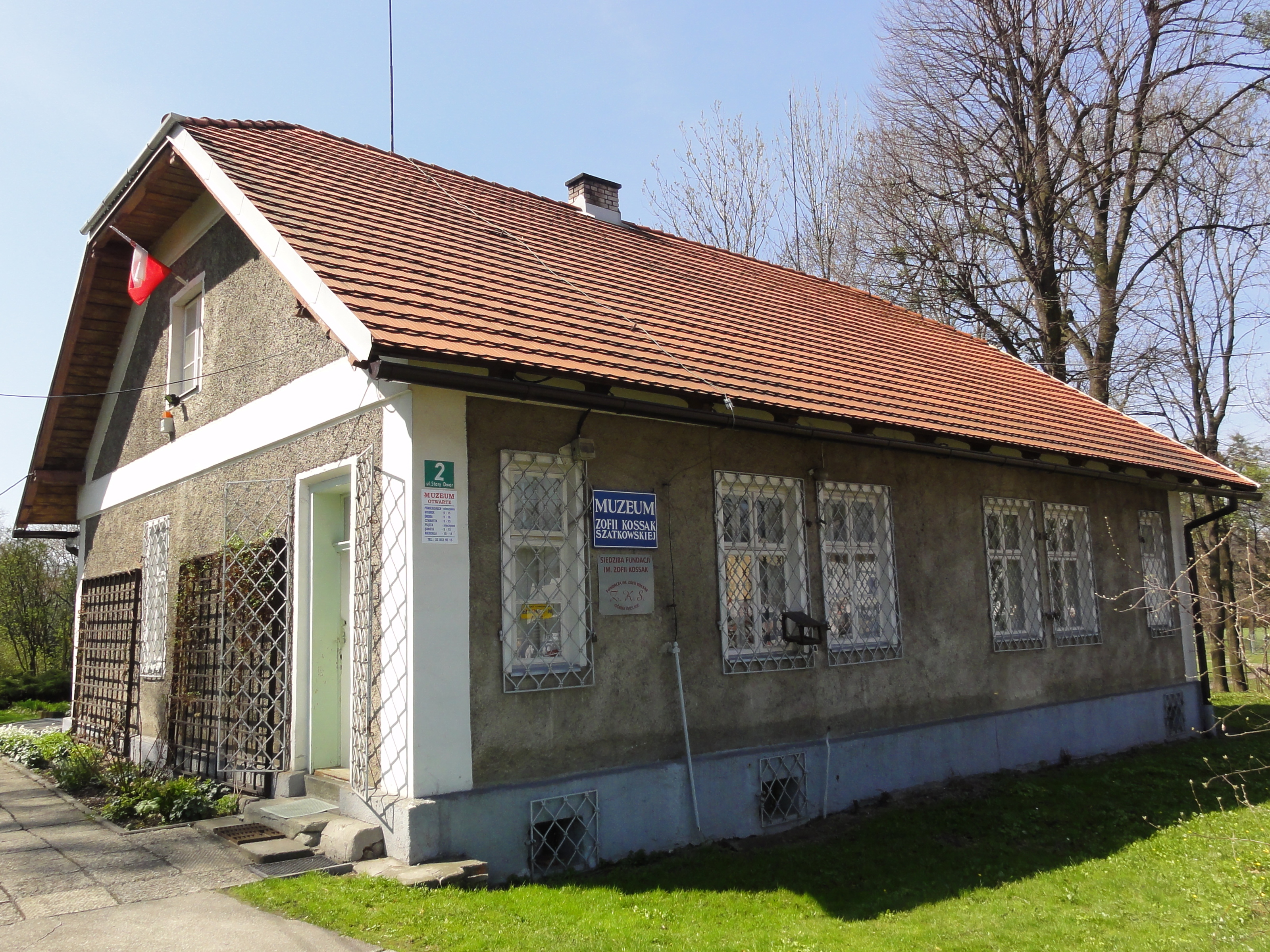
Muzeum Zofii Kossak-Szatkowskiej
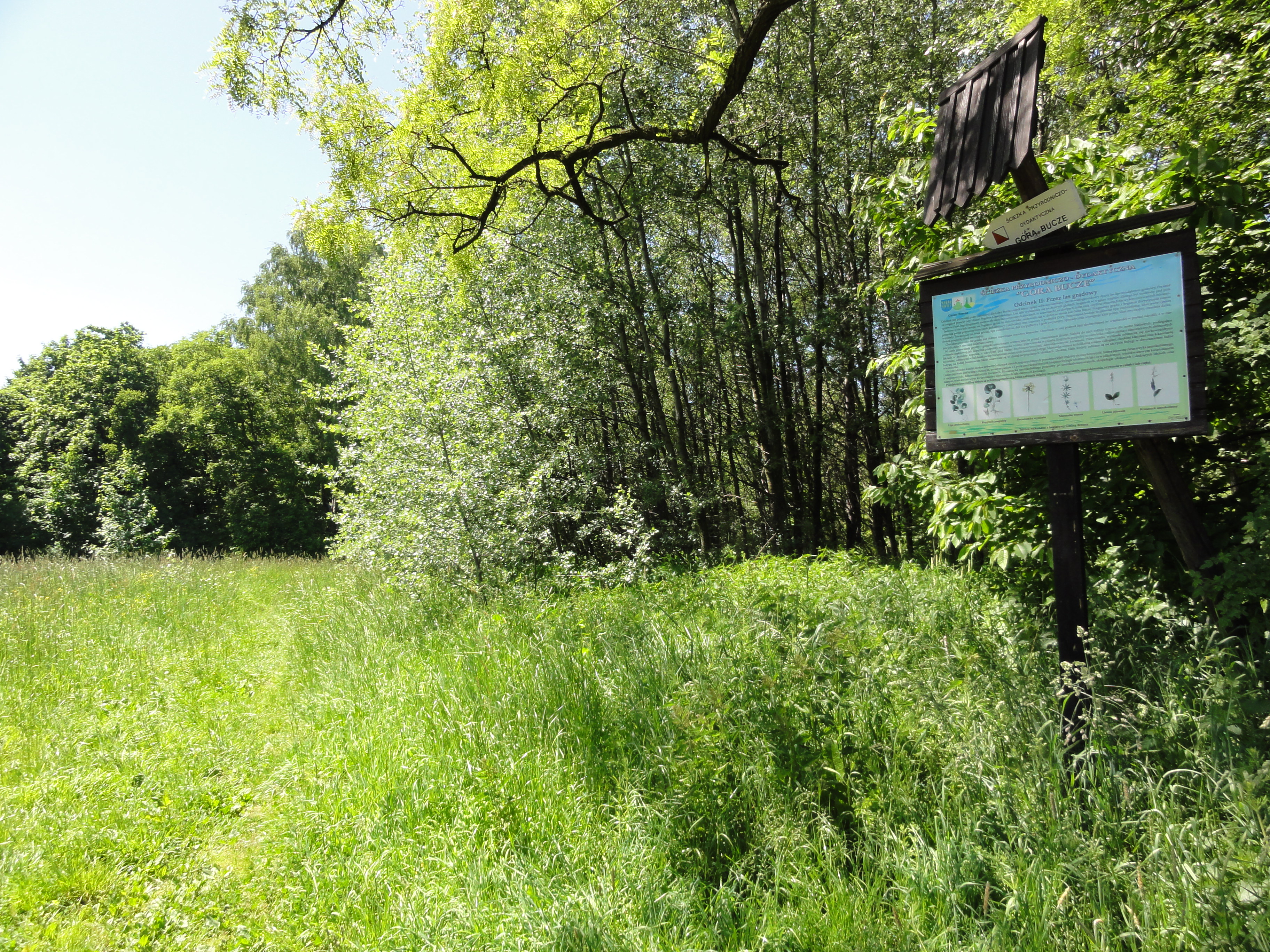
Ścieżka przyrodniczo-dydaktyczna „Góra Bucze”